# Karlsruher Freiheitsthesen

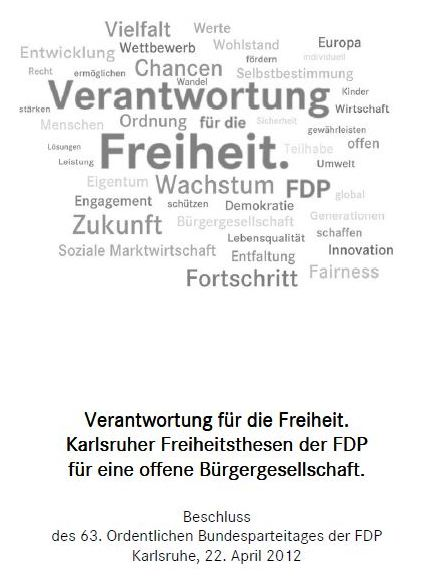
Deckblatt zum Beschluss des Bundesparteitages der FDP in Karlsruhe am 22. April 2012

Die Karlsruher Freiheitsthesen, eigentlich Programm der Freien Demokratischen Partei „Verantwortung für die Freiheit. Karlsruher Freiheitsthesen der FDP für eine offene Bürgergesellschaft“, sind das aktuelle Grundsatzprogramm der FDP. Sie wurden als Beschluss des 63. Ordentlichen FDP-Bundesparteitages in Karlsruhe am 22. April 2012 verabschiedet. Die Freiheitsthesen lösten die „Wiesbadener Grundsätze“ von 1997 ab.

## Hintergrund
Die Wende und friedliche Revolution in der DDR 1989/90 führten auch zur Neuformulierung des FDP-Parteiprogramms, 1997 wurden die Wiesbadener Grundsätze beschlossen.
Von 2009 bis 2013 war die FDP in der schwarz-gelben Koalition an der Bundesregierung beteiligt, hatte jedoch bis zur Bundestagswahl 2013 teils herbe Verluste bei Landtagswahlen erlitten. Nach den Rekordwerten der FDP mit Guido Westerwelle als Spitzenkandidat bei der Bundestagswahl 2009 mit 14,6 % sank die Zustimmung schon Anfang 2010 auf unter 10 %. Mit 4,8 % scheiterte die FDP 2013 dann erstmals seit 1949 bei den Bundestagswahlen und schied aus dem Parlament aus. Die FDP war nur noch in neun Landtagen und lediglich in Sachsen in der Regierung vertreten. Als Konsequenz trat der damalige Bundesparteivorstand der FDP geschlossen zurück.

## Entstehung
Im Mai 2009 beschloss der 60. Ordentliche FDP-Bundesparteitag „in der Fortschreibung der Wiesbadener Grundsätze ein neues Grundsatzprogramm“ zu erarbeiten und auf dem Bundesparteitag 2012 zu beschließen. Dafür setzte der FDP-Bundesvorstand eine Grundsatzkommission ein, die ihre Arbeit im Juli 2010 aufnahm. Ihr gehörten Christian Ahrendt, Lasse  Becker, Nicola  Beer, Barbara  Bludau, Sebastian Blumenthal, Ludwig Georg Braun, Andreas Büttner, Jorgo Chatzimarkakis, Patrick  Döring (Vorsitzender ab dem 14. Dezember 2011), Wolfgang Gerhardt, Miriam Gruß, Walter Hirche, Burkhard Hirsch, Elke Hoff, Lydia Hüskens, Michael Kauch, Pascal Kober, Christian Lindner (Vorsitzender und Mitglied bis zum 14. Dezember 2011), Michael Link, Horst Meierhofer, Gerhard Papke, Alexander Pokorny, Christiane Ratjen-Damerau, Joachim Stamp, Michael Theurer, Florian Toncar, Johannes Vogel, Carl Christian von Weizsäcker (bis zum 21. Dezember 2011), Volker Wissing, Holger Zastrow und Martin Zeil an. Die Arbeit dieser Grundsatzkommission, der an der Ausarbeitung beteiligten Programmforen und Parteigliederungen wurde von den Mitarbeiterinnen und Mitarbeitern der Abteilung Politische Planung, Programm und Analyse der FDP-Bundesgeschäftsstelle im Thomas-Dehler-Haus unter der Leitung von Christopher Gohl unterstützt.

## Inhalt
Auf 112 Seiten und in vier Kapiteln werden die programmatischen Vorstellungen der FDP dargelegt. In der Einleitung wird die „liberale Verantwortung für die treibende Kraft der Freiheit“ erörtert. Dem folgt ein Kapitel über „die Freiheit des Einzelnen [als] Grund und Grenze liberaler Politik“, die Forderung im zweiten Teil, „die Liberalität Deutschlands [zu] stärken“ und ein Abschnitt über „die Freiheit, die wir meinen“. Das vierte und größte Hauptkapitel, unterteilt in sechs Abschnitte, thematisiert die „Chancen für freie Menschen – Ordnung für eine offene Bürgergesellschaft“.

## Programmatik seit 2013
Zum „Neuaufbau der Partei“ wurde 2013 die Stuttgarter Erklärung veröffentlicht. Sie stellte einer staatsfixierten Politik das FDP-Modell einer modernen, ökologisch-verantwortlichen sozialen Marktwirtschaft mit einer aktiven Bürgergesellschaft gegenüber. Das Berliner Manifest „Mehr Chancen durch mehr Freiheit: Projekte für eine Republik der Chancen“ von 2015 war ein weiterer Meilenstein des programmatischen Parteiumbaus auf dem Weg zur Bundestagswahl 2017.

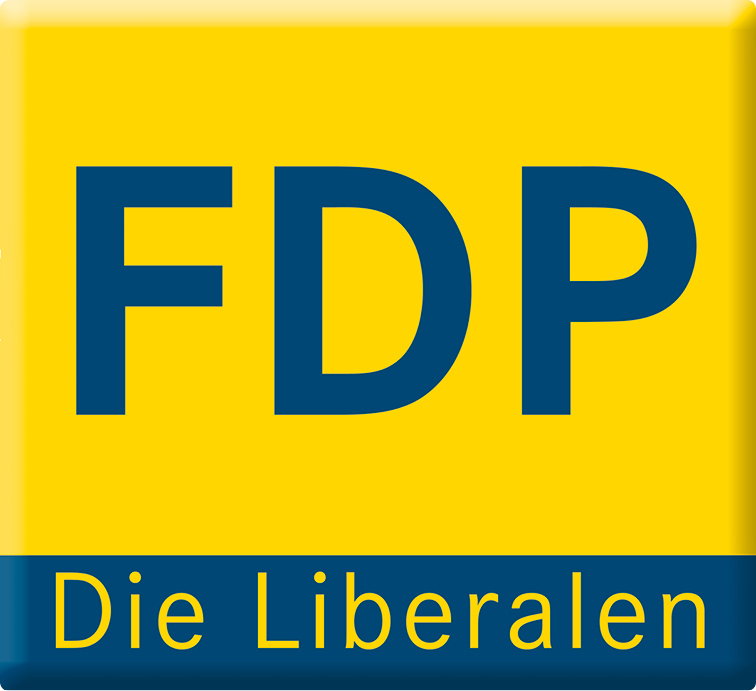
Parteilogo 2001–2014
Parteilogo seit 2014